# Lernaea barnimiana
Lernaea barnimiana is een eenoogkreeftjessoort uit de familie van de Lernaeidae. De wetenschappelijke naam van de soort is voor het eerst geldig gepubliceerd in 1865 door Hartmann.